# Eugen Varga
Eugen Varga (* 24. září 1962) je bývalý československý fotbalista, obránce. Po skončení aktivní kariéry pracuje ve Slovanu jako trenér mládeže.
V rokoch 2005 - 2013 trénoval klub z 5. ligy. TJ Družstevník Lehnice

## Fotbalová kariéra
Hrál za Inter Bratislava a ŠK Slovan Bratislava. V Poháru vítězů pohárů nastoupil ve 2 utkáních a v Poháru UEFA ke 2 utkáním. Se Slovanem získal v roce 1992 ligový titul.